# Ololygon cosenzai
Ololygon cosenzai (Synonym: Scinax cosenzai) ist ein neotropischer Froschlurch aus der Familie der Laubfrösche. Früher wurde der Frosch in die Gattung Scinax gestellt, wo er zur Scinax-catarinae-Klade gezählt wurde, für die im Jahre 2016 eine eigene Gattung Ololygon vorgeschlagen wurde. Es wurde diskutiert, welchen Umfang diese Klade hat und ob sie tatsächlich als eine eigene Gattung darstellbar ist. Im Jahr 2023 wurde nach ausführlichen molekulargenetischen und  morphologischen Untersuchungen die Gattung Ololygon wiedererrichtet.
Der Artname von Ololygon cosenzai ehrt Braz Antônio Pereira Cosenza für seine Studien zur Flora und Fauna der „Serra do Brigadeiro“.

## Verbreitung
Diese Art wurde bisher nur in zwei felsigen Gebieten im Parque Estadual da Serra do Brigadero nachgewiesen, welcher im brasilianischen Bundesstaat Minas Gerais liegt. Lacerda et al. (2012) vermuten jedoch, dass die Art weiter verbreitet ist, da sie in Alcantarea extensa, einer  Bromelienart, ihre Larvalentwicklung vollendet und diese Pflanzen häufig in verschiedenen felsigen Gebieten des Bundesstaates Minas Gerais zu finden sind.

## Beschreibung
Die Männchen dieser Laubfroschart besitzen eine Kopf-Rumpf-Länge von 17,29 bis 20,97 mm, die Weibchen von 22,65 bis 24,02 mm. Diese graubraunen Frösche besitzen von den Augen ausgehend einen dunklen, lateralen Streifen. Auf der Innenseite der Schenkel finden sich unregelmäßig gelbe Fleckungen. Der Kopf ist länger als breit, die Schnauze steht bei lateraler Ansicht hervor und ist aus dorsaler Sicht leicht zugespitzt. Zwischen der ersten und zweiten Zehe fehlen der Art Schwimmhäute. Von anderen Vertretern der Gruppe unterscheidet sich die Art besonders durch unterschiedliche Rufe und ihre kleinere Kopf-Rumpf-Länge.

## Lebensraum und Ökologie
Ololygon cosenzai scheint an terrestrische Bromelien der Art Alcantarea extensa gebunden zu sein, welche in felsigen Gebieten der Zona da Mata-Region des Bundesstaates Minas Gerais vorkommt. Die Rufaktivität scheint nachts während der Regenzeit am stärksten zu sei. Die Art wurde häufiger in einzeln stehenden Bromelien nachgewiesen. Teilweise wurden ein bis zwei Eier auch in Wasseransammlungen in seitlichen Blättern der Bromelien gelegt und nicht direkt in die mittlere (größere) Wasseransammlung. Meistens teilen sich zwei Kaulquappen dieselbe Wasseransammlung.

## Gefährdung
Für die Rote Liste der IUCN wurde Ololygon cosenzai noch nicht bearbeitet. Lacerda et al. (2012) vermuten, dass die Art nicht akut bedroht ist, da die Bromelie Alcantarea extensa in felsigen Gebieten von Minas Gerais weit verbreitet ist. Jedoch ist dies nur eine Vermutung und ein systematisches Monitoring fand noch nicht statt. Die Art kommt zumindest in dem Schutzgebiet Parque Estadual da Serra do Brigadero vor.